# Jelena Naimoesjina
Jelena Arkadjevna Naimoesjina (Russisch: Елена Аркадьевна Наимушина) (Askiz, 19 november 1964 - Krasnojarsk, 14 november 2017) was een turnster uit de Sovjet-Unie.
In 1979 behaalde Naimoesjina tijdens de wereldkampioenschappen de zilveren medaille in de landenwedstrijd, in de meerkamp eindigde zij als dertiende.
Naimoesjina won tijdens de Olympische Zomerspelen 1980 in eigen land de gouden medaille in de landenwedstrijd, individueel kom zij niet doordringen tot een finales.

## Resultaten

### Olympische Zomerspelen
| Jaar | Plaats | Resultaten      |
| ---- | ------ | --------------- |
| 1980 | Moskou | landenwedstrijd |

### Wereldkampioenschappen
| Jaar | Plaats     | Resultaten                     |
| ---- | ---------- | ------------------------------ |
| 1979 | Fort Worth | landenwedstrijd · 13e meerkamp |